# Marchdammkapelle

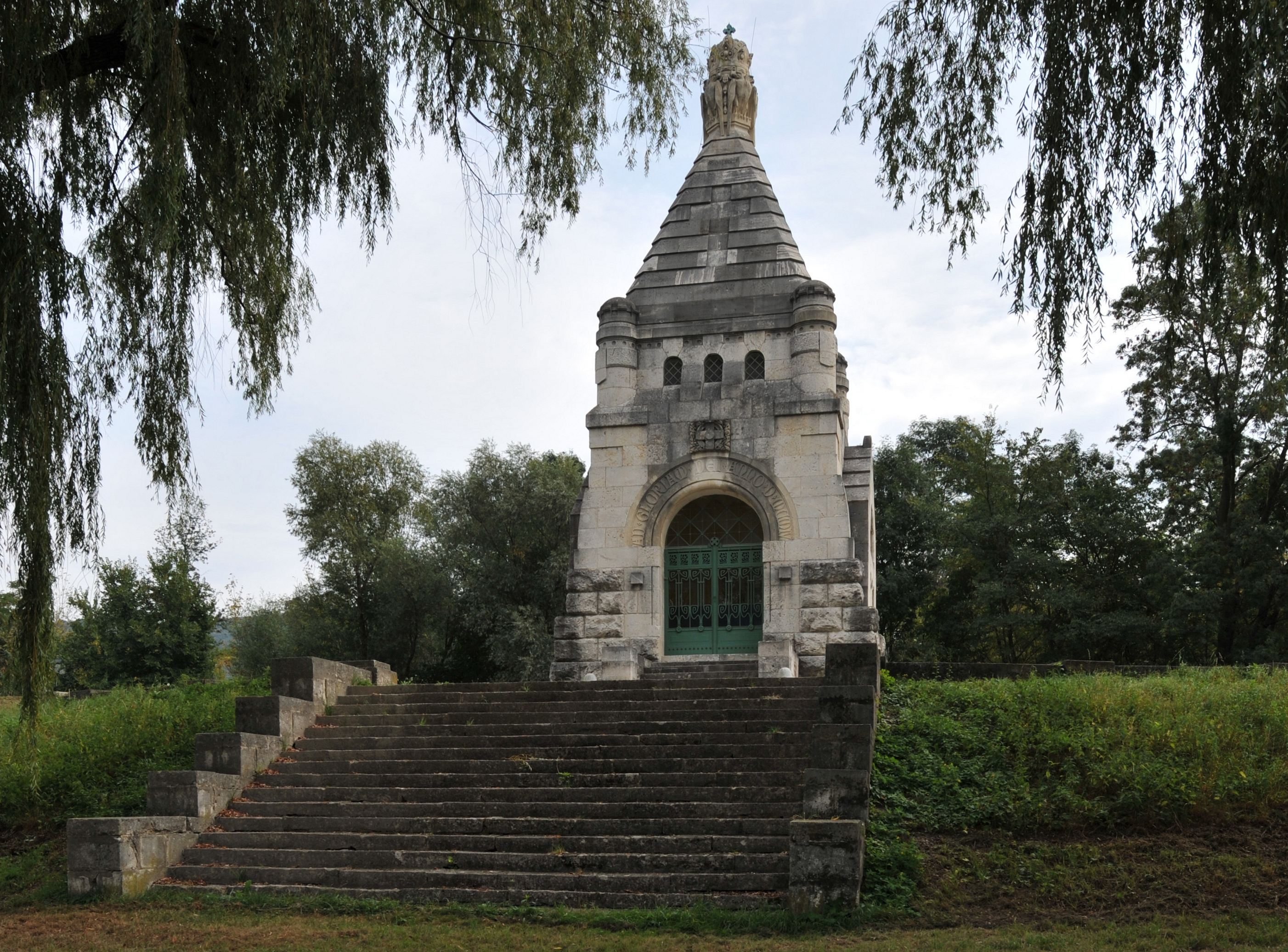
Marchdammkapelle hl. Florian

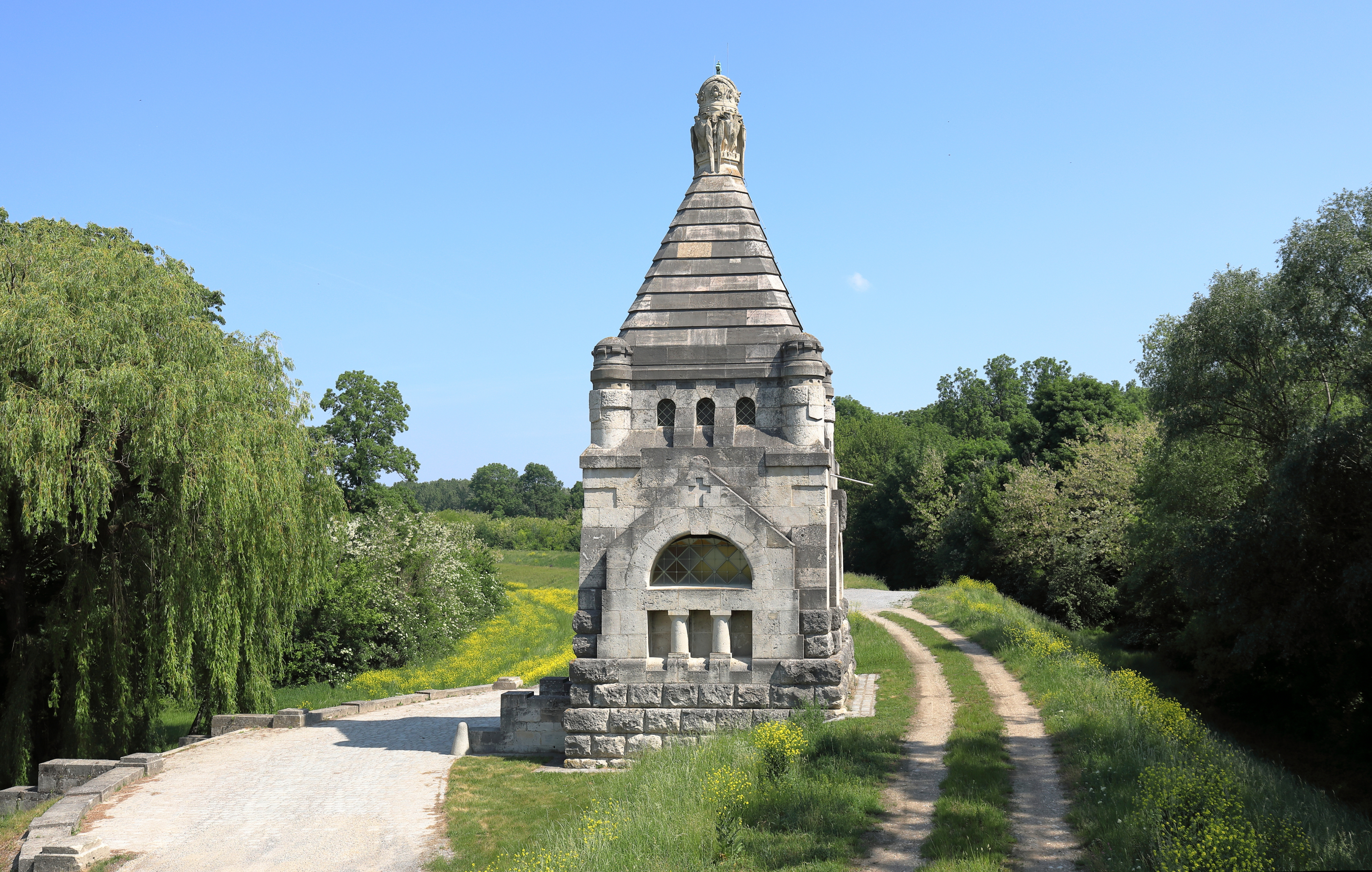
Seitenansicht der Marchdammkapelle

Die Marchdammkapelle ist eine Kapelle im Ort Markthof in der Gemeinde Engelhartstetten im Bezirk Gänserndorf in Niederösterreich.
Die Kapelle wurde 1904/05 anlässlich der Vollendung des Marchfeld-Schutzdammes, der eine Bauzeit von 40 Jahren hatte, errichtet. Im Rahmen der Donauregulierung wurden an der Donau und im Mündungsbereich der March Dämme zum Schutz des Marchfeldes errichtet. Die Kapelle ist dem Heiligen Florian geweiht. Architekten waren Max Hegele und August Rehak. Bei der Eröffnung des Dammbauwerks und der Kapelle am 10. Juni 1905 sprachen neben Kaiser Franz Joseph I. Weihbischof Godfried Marschall sowie Erich von Kielmansegg als Statthalter von Niederösterreich.
In der Kapelle erläutern zwei Texttafeln den Damm und die Kapelle:

„Durch den von der Donauregulierungs-Commission auf Grund der Gesetze vom 6. Juni 1882 und vom 4. Jänner 1899 in der Zeit vom Jahre 1882 bis zum Jahre 1904 mit einem Aufwand von 16 Millionen Kronen erbauten Schutzdamm werden 35 bis dahin von den Hochfluten der Donau bedrohte Gemeinden des Marchfeldes geschützt“

„Diese Kapelle wurde von der Donauregulierungs-Commission
und ihren Bauunternehmern zum Gedächtnisse an die Vollendung
des im Allerhöchst genehmigten Bauprogramms vom Jahre 1882
vorgesehenen Marchfeldschutzdammes errichtet und zu Ehren
des heiligen Florian des Beschützers vor Elementarunglück
in Gegenwart Seiner Kaiserlichen und Königlichen Apostolischen Majestät
des Kaisers Franz Josef des Ersten
am 10. Juni 1905 feierlich eingeweiht“